# 琉球國中山王府官制
《琉球國中山王府官制》是琉球國第二尚氏王朝時期官員的品級和官職的體系規範，於康熙四十五年（1706年）由紫金大夫蔡鐸、正議大夫蔡應瑞、正議大夫程順則等編纂，全書由漢文寫成，效仿中國的官制，確立了九品十八階
的琉球位階制度。

## 内容
王府官制由以下部分构成。
- 品級

從正一品到從九品
- 采地俸禄
- 冠帯歌、簪品歌、朝衣歌

冠帶歌
一品王親彩織冠，二品紫帽是勲官；三品為始至七品，共戴黃帽赴朝端；
八九品官並雜職，總是紅帽一樣看；惟有小吏戴綠帽，平民青帽制不刋。
若問腰帶有品級，一品錦帶上金鑾；繡龍黃帶二三品，四品紅帶龍亦蟠；
五品以下雜花帶，青布粧花是吏鞶。欲識中山冠帶制，資品數來自可觀。
簪品歌
侯爵正卿黃金簪，金花銀柱亞卿簪。上京朝貢皇華使，從來莊重賜金簪。
三品以至廕生子，一槩加榮許銀簪。雜職小吏無品級，不敢銀簪揷銅簪。
朝衣歌
一品綠袍爵最高，二品以下皆青袍。須知藍袍總是吏，自古朝衣此三號。

- 職官

所列職官分上下層，上層為漢音（中國名稱），下層為土語（琉球名稱）。